# Augusto Maccario
Augusto Maccario (* 30. April 1890 in Ventimiglia; † 16. Oktober 1927) war ein italienischer Langstreckenläufer.
1920 wurde er bei den Olympischen Spielen in Antwerpen Vierter über 10.000 m. Über 5000 m schied er im Vorlauf aus, und im 3000-Meter-Mannschaftsrennen trug er mit einem 16. Platz zum fünften Platz des italienischen Teams bei.
1919 wurde er Italienischer Meister über 10.000 m.

## Persönliche Bestzeiten
- 5000 m: 16:15,8 min, 12. Oktober 1919, Mailand
- 10.000 m: 32:02,0 min, 20. August 1920, Antwerpen